# Усть-Таловская поселковая администрация
Усть-Та́ловская посёлковая администра́ция или посёлок Усть-Та́ловка (каз. Усть-Таловка кенттік әкімдігі, каз. Усть-Таловка кенті) — административная единица в составе Шемонаихинского района Восточно-Казахстанской области Казахстана. Административным центром посёлковой администрации является посёлок Усть-Таловка.

## География
Согласно решению Шемонаихинского районного маслихата Восточно-Казахстанской области от 11 февраля 2022 года № 15/7-VII «Об утверждении Плана по управлению пастбищами и их использованию по поселку Усть-Таловка Шемонаихинского района на 2022-2023 годы» — общая площадь посёлка Усть-Таловка составляет 4995 га; в том числе: земли сельскохозяйственного назначения — 1556 га, земли населенных пунктов — 1354 га, земли промышленности, транспорта, связи, для нужд космической деятельности, обороны, национальной безопасности и иного несельскохозяйственного назначения — 1741 га, земли водного фонда — 99 га, земли запаса — 245 га. Гидрография посёлка представлена рекой Уба.

## История
По состоянию на 1989 год — Усть-Таловский поссовет (посёлок Усть-Таловка, село Половинка).
Согласно решению XIX сессии Восточно-Казахстанского областного маслихата от 29 декабря 1998 года № 19/10 «О внесении изменений в административно-территориальное устройство некоторых городов и районов Восточно-Казахстанской области» — населённые пункты Заречное Вавилонского сельского округа и Берёзовка города Шемонаихи были переданы в состав Усть-Таловского поселкового округа.

## Население
| Численность населения | Численность населения | Численность населения |
| 1989                  | 1999                  | 2009                  |
| --------------------- | --------------------- | --------------------- |
| 6450                  | ↗6933                 | ↘6391                 |

## Состав
| № | Населённый пункт | Тип населённого пункта          | КАТО      | Географические координаты       | Население, 2009 г. |
| - | ---------------- | ------------------------------- | --------- | ------------------------------- | ------------------ |
| 1 | Берёзовка        | село                            | 636863200 | 50°21′38″ с. ш. 81°31′53″ в. д. | ↘352               |
| 2 | Заречное         | село                            | 636863300 | 50°18′20″ с. ш. 81°27′06″ в. д. | ↘87                |
| 3 | Половинка        | село                            | 636863400 | 50°20′45″ с. ш. 81°31′14″ в. д. | ↗181               |
| 4 | Усть-Таловка     | посёлок, административный центр | 636863100 | 50°19′53″ с. ш. 81°30′48″ в. д. | ↘5 771             |